# Parlamentswahl in Namibia 1994
Die Parlamentswahl in Namibia 1994 wurden zwischen dem 4. und 5. Dezember 1994 durchgeführt. Insgesamt standen den 654.189 Wahlberechtigten die acht Parteien Namibias zur Wahl. Es waren die ersten Parlamentswahl seit der Unabhängigkeit 1990.
Erstmals wurde den Wähler im Rahmen von Neuerungen im Wahlsystem gestattet, auch außerhalb ihres Wahlkreises ihre Stimme abzugeben. Zudem konnten sich im Ausland aufhaltende Wahlberechtigte ebenfalls an der Stimmabgabe beteiligen. 

## Wahlkampf
Der Wahlkampf litt unter Geldmangel. Die wenigen Wahlveranstaltungen, die es gab, waren schlecht besucht.

## Wahlergebnisse
- DCN: 1
- SWAPO: 53
- UDF: 2
- DTA: 15
- MAG: 1

| Partei                                | Stimmen | Stimmenanteile | Veränderung zu 1989 | Sitze | Veränderung zu 1989 |
| ------------------------------------- | ------- | -------------- | ------------------- | ----- | ------------------- |
| SWAPO                                 | 361.800 | 73,89 %        | +16,65 % ▲          | 53    | +12 ▲               |
| Demokratische Turnhallenallianz (DTA) | 101.748 | 20,78 %        | −7,77 % ▼           | 15    | −6 ▼                |
| United Democratic Front (UDF)         | 13.309  | 2,72 %         | −2,93 % ▼           | 2     | −2 ▼                |
| Democratic Coalition of Namibia (DCN) | 4,058   | 0,83 %         | neu                 | 1     | neu                 |
| Monitor Action Group (MAG)            | 4.005   | 0,82 %         | neu                 | 1     | neu                 |
| SWANU                                 | 2.598   | 0,53 %         | neu                 | -     | neu                 |
| Federal Convention of Namibia (FCN)   | 1.166   | 0,24 %         | −0,76 % ▼           | -     | −1 ▼                |
| Workers Revolutionary Party (WRP)     | 952     | 0,19 %         | neu                 | -     | neu                 |
| Insgesamt (Wahlbeteiligung 76,0 %)    |         | 100 %          |                     | 72    |                     |

Bei der Wahl wurde deutlich, dass sich Namibia immer mehr in einen Einparteienstaat entwickelte. Die SWAPO erweiterte ihren Vorsprung um zwölf Sitze. Trotzdem war die Wahl frei und fair verlaufen und konnte ohne größere Zwischenfälle durchgeführt werden. Die Opposition legte nur wegen mehrerer kleinerer Probleme Einspruch gegen das Ergebnis ein.